# Chiesa anglicana (Alassio)
La chiesa anglicana è stato un luogo di culto anglicano situato nel comune di Alassio, in via Adelasia, in provincia di Savona.

## Storia e descrizione
Fu sul finire del XIX secolo, con il nascente turismo vacanziero di illustri frequentatori britannici, che ad Alassio ci si prodigò per l'edificazione di un luogo religioso secondo il culto anglicano.
Il primo progetto della chiesa, in stile neogotico e nelle adiacenze della stazione ferroviaria, tratta che raggiunse la città alassina proprio in quegli anni, è datato al 1882 e fu eseguito sotto la supervisione del canonico della londinese cattedrale di San Paolo.
Per esigenze strutturali già nel 1905 si attuò un primo ampliamento dei locali, con una costruzione ex novo e più grande nel corso del 1927 per sopperire alla sempre più numerosa comunità inglese.
Con il passare degli anni e con un fenomeno di decremento delle presenze d'origine britannica, la chiesa anglicana perse la sua primaria destinazione d'uso, alla quale seguì una sua trasformazione in sala polivalente per esposizioni, manifestazioni ed esibizioni culturali e musicali promossi dall'ente comunale o da privati.